# Panda Cloud Antivirus
Panda Cloud Antivirus je antivirový program společnosti Panda Security. K dispozici jsou jak placená, tak free verze zdarma. Jedná se o cloud-based antivir ve smyslu, že jsou soubory prohledávány na vzdáleném serveru bez využití výpočetního výkonu počítače uživatele. Cloudová technologie je založena na kolektivní inteligenci. Může nepřetržitě pracovat, poskytovat ochranu proti virům, provést kontrolu systému a chránit před hrozbami z webových stránek, ale zpomalí systém jen do určité míry.

## Vlastnosti
Podle Panda Security je Panda Cloud Antivirus schopen detekovat viry, trojské koně, červy, spyware, dialery a další bezpečnostních rizika.
Panda Cloud Antivirus spoléhá na svou "kolektivní inteligenci" a denně aktualizované informace z databáze. Obvykle používá internet k přístupu k aktuálním informacím, pokud však internet není k dispozici, použije se lokální cache "nejčastějších hrozeb v oběhu".

## Recenze
V dubnu roku 2009 byl Panda Cloud Antivirus 1.0 recenzován jako čistý, rychlý, jednoduchý, snadno ovladatelný a s dobrou detekcí. Stejná recenze dala Pandě 100% v detekci malwaru a 100% za detekci webových hrozeb. Celkové skóre bylo 100%, silný ochranný faktor s ohledem na to, že se jedná o software.
Po vydání verze 1.0 (10. listopadu 2009), hodnotil PC Magazine Panda Cloud Antivirus a udělil mu cenu Editor's Choice Award za nejlepší antivirus.
Hodnocení Tech Radarem znělo: "Myslíme si, že Panda Cloud Antivirus je optimalizovaný jako obranný nástroj, spíše než nástroj pro čištění systému, který již byl poškozen."
V hodnocení serveru Lifehackers bylo uvedeno, že se jedná o nenáročný software se zcela novým přístupem k útočnému malwaru.
Když Panda Cloud Antivirus hodnotila Softpedia, uvedla, že má vysoké skóre celkové detekce, ale má problémy se seznamem všech výsledků.
Celkově uvedli, že se jedná o nejlepší software na trhu pro malé vytížení, jednoduché ovládání a s jednoduchým rozhraním.

## Licence
Panda Cloud Antivirus je vydaný pod licencí. Jeho použití je výhradně povoleno pouze pro soukromé domácnosti, školy, nevládní a neziskové organizace.

## Konkurenti
Mezi další cloud-based antivirové programy patří:
- Immunet
- Comodo Cloud Scanner
- PC Tools
- NortonLifeLock
- Webroot